# 5704 (année hébraïque)
5704 (hébreu : ה'תש"ד , abbr. : תש"ד) est une année hébraïque qui a commencé à la veille au soir du 30 septembre 1943 et s'est finie le 17 septembre 1944. Cette année a compté 354 jours. Ce fut une année simple dans le cycle métonique, avec un seul mois de Adar. Ce fut la sixième année depuis la dernière année de chemitta.

## Calendrier
Ce calendrier hébraïque de l'année 5704 donne les correspondances avec les dates du calendrier grégorien.
Le premier nombre dans chaque case correspond au jour du mois hébraïque. Les jours en couleurs sont des jours remarquables juifs .
| ◄◄ | 5704 | ►► |

## Événements
- Révolte des prisonniers du camp de concentration de Sobibor.
- Fin de l'Aktion Reinhardt (extermination des Juifs en Pologne).
- Début de l'Aktion Erntefest (extermination par les nazis des Juifs survivants dans le district de Lublin en Pologne).

## Naissances
- Hanoch Levin
- Sam Hinds
- Ronald Lauder
- Yona Wallach
- Mordechai Spiegler

## Décès
- Emanuel Ringelblum
- Orde Charles Wingate
- Ytshak Katzenelson

5699 - 5700 - 5701 - 5702 - 5703 - 5704 - 5705 - 5706 - 5707 - 5708 - 5709